# Уссама Меллулі
Уссама Меллулі  (фр. Oussama Mellouli, 16 лютого 1984) — туніський плавець, олімпійський чемпіон.

## Виступи на Олімпіадах
| Олімпіада   | Дисципліна                             | Місце |
| ----------- | -------------------------------------- | ----- |
| Сідней 2000 | 400 метрів, комплексне плавання        | 43    |
| Афіни 2004  | плавання на 1500 метрів вільним стилем | 14    |
| Афіни 2004  | 200 метрів, комплексне плавання        | 9     |
| Афіни 2004  | 400 метрів, комплексне плавання        | 5     |
| Пекін 2008  | плавання на 200 метрів вільним стилем  | 19T   |
| Пекін 2008  | плавання на 400 метрів вільним стилем  | 5     |
| Пекін 2008  | плавання на 1500 метрів вільним стилем | 1     |
| Лондон 2012 | плавання на 1500 метрів вільним стилем | 3     |
| Лондон 2012 | 10 км на вільній воді                  | 1     |